# Mark Macon
Mark Macon (Saginaw, 14 de abril de 1969) é um ex-jogador norte-americano de basquete profissional que atuou na  National Basketball Association (NBA). Foi o número 8 do Draft de 1991.